# Zoarces elongatus
Zoarces elongatus es una especie de pez de la familia de los Zoarcidae en el orden de los perciformes.

## Morfología
Los machos pueden llegar a alcanzar los 30 cm de longitud total.

## Hábitat
Es un pez de mar y de clima templado que vive entre 0-50 m de profundidad.

## Distribución geográfica
Se encuentra en la China. el Mar del Japón, el Mar de Ojotsk y la costa oriental de Hokkaidō.

## Observaciones
Es inofensivo para los humanos. 